# キリスト人間説
キリスト人間説は、イエス・キリストの神性を否定、又は軽視する論。キリスト常人論ともいう。
キリスト教正統派では、この説は異端とされ両性説が正統とされている。

## 概説
現代の高等批評の立場からは、イエスは元来哲学者であり、初期キリスト教団はイエスを師とし禁欲的な生活を送る哲学者集団だったという説がある。この説では、１世紀のイスラエルはヘレニズムの影響でギリシア哲学に傾倒する者が多く、イエスはソクラテス（敬神家で自身への神託を固く信じ、自分が正しいと信じる行いをし、既存の神を冒涜したとして処刑された）のような哲学者であったとする。バートン・L・マックは著書『失われた福音書-Q資料と新しいイエス像』でイエスはキュニコス派の哲学者であったとする説を提示している（キュニコス派#キリスト教との関連）。マックは自らの著作でイエスに関する奇跡物語、十字架による殉教物語と復活について、サークル（教団）の中での神話創造過程として解説し、実際の歴史とは別に創作されたフィクションである事を示唆している。
１世紀から2世紀にかけて存在したエビオン派は、禁欲的な生活を送るキリスト教一派だったが、イエスは元来人間であったとして処女懐胎を否定し、洗礼者ヨハネから洗礼を受けてキリスト（救世主）になったと主張していた。
2世紀以降、神の唯一性（一神教の教義）と三位一体思想をどう調和させるかということがキリスト教内で最も熱い議論を呼んでいた。キリスト常人説は、養子的キリスト論のひとつであり、イエスがマリアから生まれた単なる人間であり、マリアに受胎した時もしくは洗礼者ヨハネから洗礼を受けた時、イエスの内部に神的力（デュナミス）が宿ったというものであった。キリストの神性を低く見ることによって神の唯一性（一神教の教義）を保とうとしたのであるが、イエスの神性を父なる神と同等であると考えた正統派によって異端とされた。
3世紀のアンティオキアの司教であったサモサタのパウロスはこの思想の代表者であった。彼は神の唯一神観を強調してイエスの神性を否定し、常人性を強調した。サモサタのパウロスの思想は268年のアンティオキア教会会議において異端とみなされた。パウロスはローマ帝国の東方パルミラに逃れ、歴史から姿を消した。ただ、この教会会議においてイエスの中では人間の霊魂の位置に神の言葉（ロゴス）があったということが強調されたが、この考え方は後に正統派によって否定されることになった。
イスラム教の立場からは、イエスはあくまで人間であり神の預言者であったと解釈している（イスラームにおけるイーサー）。

## 仏教の三身説との比較
大乗仏教では三身説をとるが、姿・形をもたない宇宙の真理たる法身仏、有始・無終の存在で衆生を救う仏である報身仏（人間に対する方便として人の姿をして現れることもある）に対して、応身仏である釈迦如来は衆生を救うため人間としてこの世に現れた仏であると説明される。
釈迦を単なる人間ではなく超人的存在と捉える三身説は、キリスト教の三位一体論や両性説と比較研究されることが多い。しかしキリスト教では両性説を否定する教派（キリスト人間説）は異端として完全に排斥されたが、仏教では「釈迦は人間である」という教派が完全に消滅させられることはなく、また大乗仏教の各教派内でも「釈迦は何者であったか」という認識が教派ごとに異なることから、植田重雄は三身説と両性説（三位一体論）を単純に比較することは難しいと論じている。
大乗非仏説では、文献学的な考証から阿含経典群のみに釈迦直説の教説が残り、他の釈迦の超人的な逸話は後世に付け加えられたものであるとされる（加上説）。